# Небесний тихохід
«Небесний тихохід» (рос. «Небесный тихоход») — радянський музичний художній фільм, поставлений в 1945 році режисером Семеном Тимошенком.

## Зміст
Початківці пілоти на початку війни присягли один одному, що не будуть звертати увагу на дівчат, поки війна не закінчиться. Та коли вони опинилися поряд із жіночою ескадрильєю, то їхні плани були трохи сплутані. Складно встояти, коли навколо стільки дівчат. Один із друзів поранений, але вступає у стрій, хоча вже й не на винищувачі. Та навіть на тихохідному літаку для нього знайдеться відповідальне заняття.

## Ролі
- Микола Крючков — майор Василь Васильович Булочкін
- Василь Меркур'єв — старший лейтенант Семен Туча
- Василь Нещіпленко — капітан Сергій Кайсаров
- Алла Парфаньяк — журналістка Валя Петрова
- Людмила Глазова — старший лейтенант Катерина Кутузова
- Тамара Альошина — старший лейтенант Свєтлова

## Не зазначені в титрах
- Фаїна Раневська — військовий лікар, професор медицини
- Яків Гудкін — епізод
- Анатолій Королькевич — солдат із зубним болем
- Леонід Костриця — епізод
- Костянтин Скоробогатов — Костянтин Васильович Петров, генерал-майор авіації
- Анатолій Алексієв — епізод
- Манефа Соболевська — льотчиця
- Володимир Таскин — німецький ас

## Знімальна група
- Автор сценарію: Семен Тимошенко
- Режисер: Семен Тимошенко
- Оператор: Олександр Сігаєв
- Художник: Ісаак Махліс
- Звукооператори: Петро Віцинський, Кирило Позднишев
- Композитор: Василь Соловйов-Сєдой

## Музичний супровід
«Перелётные птицы» («Первым делом — самолёты») (вірші — Олексій Фатьянов, музика — Василь Соловйов-Сєдой)
 Дана пісня (тобто пісня присяги героїв) звучить у фільмі, коли друзі приходять провідати товариша по службі в госпіталі.
«Вечерний звон» (вірші — Іван Козлов, музика — Олександр Аляб'єв)
 співає майор Булочкін після вильоту на своє перше після виписки з госпіталю завдання
«Пора в путь-дорогу» (вірші — Соломон Фогельсон, музика — Василь Соловйов-Сєдой)
 Наступна пісня звучить під час святкової вечері «жіночого» загону з героями після запаморочливого розгрому ворожих установок. Перші два куплети співаються дівчатами (у тому числі й лейтенантом Катериною Кутузовій), останній — трьома героями фільму.

## Цікаві факти
- У сценах святкування зустрічі льотчиків і льотчиків знімалися артисти танцювального колективу під керівництвом Аркадія Обранта. Він виник незадовго до війни в Ленінградському Палаці піонерів, був відтворений в роки війни, провів близько трьох тисяч виступів у військових частинах і в обложеному Ленінграді.
- На самому початку картини можна побачити зруйнований Єлагін палац — так він виглядав в 1945 році до початку всіх відновлювальних робіт.
- Після фільмування Крючков розлучився зі своєю першою дружиною та одружився з актрисою Аллою Парфаньяк, котра виконувала головну роль. З нею він прожив 10 років. Після розлучення Алла стала дружиною Михайла Ульянова та відсвяткувала з ним «золоте весілля» у 2004 році.

## Нова редакція
Фільм відновлений на кіностудії «Ленфільм» в 1970 році. Картина піддалася переозвученню за участю тих же основних акторів, проте «дере вуха», коли героїня Фаїни Раневської говорить «не своїм» голосом — в оригінальній версії вона наполегливо «гаркавить». На відміну від оригінальної версії, відновлена версія на 10 хвилин коротше. Оригінальна версія фільму в 2011 році випущена з повною реставрацією на DVD та Blu-ray Disc.

### Купюри редакції 1970 року
- Сцена відвертого флірту друзів-жінконенависників з медсестрою була вирізана. У результаті виходило дуже смішно — сестра подавала майору Булочкіну пляшку з мікстурою, а забирала склянку.
- Сцена з професором медицини (якого грає Фаїна Раневська) піддалася не тільки переозвучування, а й Перемонтаж — був вирізаний фрагмент, де розповідається про романи, флірт і сімейних драмах. А щоб заповнити утворену порожнечу, сюди переставили фрагмент епізоду, в якому генерал непомітно наливає в склянку Булочкіна молоко.
- Сцена відвідин Булочкіна друзями з жартом про «мертвий час» була повністю викинута. Також було пропущено півтори хвилини фільму з виразною сценою. Сцена вирізана, ймовірно, для скорочення хронометражу відновленої версії.
- Вирізаний жарт про «Піонерську правду». Сцена вирізана зі зрозумілої причини — у ній згадується проімперіалістична газета «Times» та ще й порівнюється з «Піонерською правдою» (не на користь останньої).
- Викинутий фрагмент сцени з лейтенантом Хмарою, що жує цигарку.
- Також були скасовані подробиці порятунку капітана Кайсарова. Річ у тому, що в його репліці «Так, тихоходом — то над хмаринками, то під хмаринками» обігрується назва фільму.
- «Нова секретне знаряддя», мабуть, здалося редакторам відновлення занадто бутафорським і застарілим. Дійсно, подібна модель гармати «Берта» використовувалася ще в Першу світову війну. Проте, історичні паралелі тут є — більш сучасна модель «Берти» обстрілювала Ленінград під час блокади.
- Повністю вирізаної опинилася і сцена нагородження. Цілком можливо, що дратівливим чинником стала гра Василя Меркурієва, що не личить важливості моменту.
- Цікава деталь — під час нагородження Булочкін єдиний раз за весь фільм звертається до генерал-майора Петрову на ім'я та по батькові, причому реальному, з життя. Актора Скоробогатова звали Костянтин Васильович.
- Надто грайливі моменти танцю лейтенанта Хмари та Катерини Кутузовій вирішили не показувати радянській публіці.

## Кольорова версія
У 2012 році, за замовленням «Першого каналу», були завершені роботи з реставрації та колоризації фільму.
У колоризувати версії фільм показаний 6 травня 2012 року о 12:15 на Першому каналі. Кольорова версія була без купюр, включаючи оригінальні голоси персонажів, у тому числі й голос Фаїни Раневської.